# 圣巴勃罗河 (巴拿马)
圣巴勃罗河（西班牙語：Río San Pablo）是巴拿马的一条河流，注入太平洋。